# باشگاه فوتبال گرزلی
باشگاه فوتبال گرزلی (به انگلیسی: Gresley Football Club) یک باشگاه فوتبال در شهر چورچ گرزلی، کشور انگلستان است که در سال ۱۸۸۲ میلادی تأسیس شده‌است.